# Nelson López
Nelson Juan López (1941. június 24. – 1980. január 17.) argentin válogatott labdarúgó.

## Pályafutása

### A válogatottban
1966 és 1968 között 8 alkalommal szerepelt az argentin válogatottban. Részt vett még az 1966-os világbajnokságon.